# Publius Cornelius Cossus (Konsulartribun 415 v. Chr.)
Publius Cornelius Cossus entstammte dem Geschlecht der Cornelier und amtierte während der älteren Römischen Republik 415 v. Chr. als Konsulartribun. Möglicherweise war er der Vater des dreifachen Konsulartribunen Gnaeus Cornelius Cossus.